# 王乃学
王乃学（1962年12月—），男，汉族，山东蓬莱人，中华人民共和国政治人物，现任广西壮族自治区政协副主席、广西大学党委书记。